# 加藤春彦
加藤 春彦（かとう はるひこ、1913年3月8日 - 1993年6月12日）は、愛知県愛知郡豊明村出身の俳人。『帯』主宰。『馬酔木』同人。

## 略歴
当時としては珍しいサラリーマンの一人息子として、1913年（大正2年）3月8日に愛知県愛知郡豊明村に生まれた。1930年（昭和5年）に旧制中学を卒業し、すぐに名古屋市役所に就職した。1957年（昭和32年）から5年間は名古屋市老人福祉施設「寿寮」（現在は民間に移管されて養護老人ホーム 名古屋市寿荘）の寮長を務め、その後は名古屋市高齢者職業紹介所所長を務めた。1968年（昭和43年）には定年を前に名古屋市役所を退職した。

## 俳人としての経歴
水原秋桜子の句集『新樹』を読んだのがきっかけで俳句の世界に足を踏み入れ、1941年（昭和16年）には月刊俳句誌『馬酔木』に投句した。1960年（昭和35年）には『馬酔木』の同人となり、名古屋市周辺における『馬酔木』俳壇の指導者的存在となった。晩年には自ら俳句誌『帯』を創刊し、豊明市や東海地方の俳人を育てる役割を果たした。また『鯱』同人であり、俳句団体俳人協会会員でもある。
1993年（平成5年）死去。豊明市阿野町に住んでいたこともあって、俳句関係などの蔵書は豊明市立図書館に寄贈され、図書館には「加藤春彦氏コーナー」が設置された。

## 著書
- 句集『雁の頃』鯱発行所、1968年
- 『鯱俳句手帖』鯱発行所、1969年
- 自解句集『寮長日記 老人ホームの四季』鯱発行所、1973年
- 句評集『俳句の窓』都福祉会館俳句教室、1975年
- 句評集『俳句の目』鯱発行所、1978年
- 句評集『俳句散歩』鯱発行所、1981年
- 句集『流氷祭』東京出版、1982年
- 句評集『歳時記』柴田雲表、1984年
- 『お花に夢中 Lovely cat』誠文堂新光社、1991年